# Tatsumi Hijikata
Tatsumi Hijikata (9 marzo 1928 – 21 gennaio 1986) è stato un coreografo giapponese.
È stato il principale ideatore assieme a Kazuo Ohno del genere di danza performativa conosciuta con il nome di butoh (a volte butō). A partire dal 1954, a seguito dell'incontro con Kazuo Ohno, cominciò a prendere forma un nuovo modo di concepire il corpo e la rappresentazione del corpo stesso in scena, che nel 1959 portò alla presentazione dello scandaloso Kinjiki (Colori proibiti), tratto da un testo di Mishima.
Nel suo lavoro coreografico Hijikata fu un innovatore, in particolare nelle tecniche di movimento. La grande abilità nella costruzione espressiva del movimento lo portava a integrare suoni, dipinti, sculture e parole nel movimento stesso, non attraverso la loro esposizione ma attraverso l'interiorizzazione, ovvero la visualizzazione all'interno del sistema nervoso dell'interprete, in modo da generare una qualità di movimento che poteva essere sottile, luminosa, angelica e spirituale, oppure demoniaca, greve, grottesca e notturna, violenta e estrema.